# Alexandra Marinescu
Alexandra Marinescu (Bucureşti, 19 de março de 1981) é uma ex-ginasta romena que competiu em provas de ginástica artística pela nação.
Marinescu é a detentora de uma medalha olímpica, conquistada nos Jogos de Atlanta em 1996. Na ocasião, a ginasta saiu-se medalhista de bronze, em prova conquistada pelo time estadunidense de Shannon Miller. Em campeonatos mundiais arquiva ainda três medalhas, duas delas de ouro. Em 1995, no Campeonato de Sabae, conquistou o ouro por equipes. No ano seguinte, saiu-se medalhista de prata na trave de equilíbrio no Mundial de Porto Rico e, em 1997, no Mundial de Lausanne, foi a vencedora do evento coletivo.